# Narodnooslobodilački pokret Jugoslavije
Narodnooslobodilački pokret (NOP) bio je pokret otpora u Jugoslaviji tijekom Drugog svjetskog rata koji je predvodila Komunistička partija Jugoslavije. Oružanu silu pokreta otpora predstavljali su narodnooslobodilački partizanski odredi, stvarani tijekom ljeta 1941. godine, koji su tijekom 1942. godine prerasli u Narodnooslobodilačku vojsku Jugoslavije. U gradovima su pokret otpora predstavljali tvz. »ilegalci«.
Na slobodnim teritorijima stvarani su civilni organi narodnooslobodilačkog pokreta, Narodnooslobodilački odbori, koji su predstavljali prve organe „narodne vlasti”. Oni su imali su zadatak pomagati iz pozadine oružanu narodnooslobodilačku borbu. Pored Narodnoosolobodilačkih odbora u okviru pokreta otpora su stvarane i druge antifašističke organizacije, poput Antifašističke fronte žena (AFŽ), Ujedinjenog saveza antifašističke omladine Jugoslavije (USAOJ) i Saveza pionira Jugoslavije.
Narodnooslobodilački pokret je, za razliku od drugih pokreta u Jugoslavije tijekom Drugog svjetskog rata, uspio masovno okupiti pripadnike svih naroda: Srbe, Hrvate, Slovence, Muslimane, Crnogorce i Makedonce, kao i pripadnike svih nacionalnih manjina u Jugoslavije: Mađare, Albance, Talijane, Čehe, Slovake, Bugare, Rome pa čak i Nijemce.[nedostaje izvor]
Jedan od ciljeva Narodnooslobodilačkog pokreta bio je i stvaranje nove države, takozvane Nove Jugoslavije, koja bi počivala na nacionalnom i socijalnom jedinstvu. Na taj način se ostvarivao i dio programa Komunističke partije Jugoslavije, koji se odnosio na izvođenje socijalističke revolucije. Ovi planovi su se posebno odvijali na oslobođenim teritorijima tzv. „Partizanskim republikama” (Užička republika, Drvarska republika, Bihaćka republika i ostale).
Narodnooslobodilački pokret se razvijao na čitavom području Jugoslavije. Glavni protivnici bili su sile Osovine (Njemačka, Italija, Bugarska i Mađarska), kao i njihovi suradnici: Nezavisna Država Hrvatska (ustaše i domobrani), režim Milana Nedića u Srbiji (Srpska državna straža), četnici Draže Mihailovića, četnici Koste Pećanca, Balisti, Bijela grada u Sloveniji, režim Sekule Drljevića u Crnoj Gori, Ljotićev „Zbor” i ostali. Pokret je zauzimao stavove protiv širenja međunacionalne mržnje, masovnih progona i pokolja stanovništva, što mu je donijelo široku narodnu podršku.
Narodnooslobodilački pokret je 1943. godine stekao priznanje Saveznika, koji su uskratili dotadašnju podršku četnicima. Nakon toga je došlo do sporazuma sa Jugoslavenskom vladom u izbjeglištvu, na osnovu kojih je 7. ožujka 1945. godine ostvarena Demokratska Federativna Jugoslavija.

## Osvobodilna fronta
Za razliku od drugih krajeva Jugoslavije, gdje je u Narodnoosolobodilačkom pokretu isključivu rukovodeću ulogu imala Komunistička partija Jugoslavije, u Sloveniji je na inicijativu Komunističke partije Slovenije formirana Oslobodilačka fronta (Osvobodilna fronta) koja je okupila desetak predratnih stranaka i organizacija u jednu organizaciju.

## Narodnooslobodilački odbori
Narodnooslobodilački odbori su bili organi revolucionarne narodne vlasti u Jugoslaviji, formirani tijekom Drugog svjetdkog rata od 1941. do 1945. godine.
Stvarani su, odnosno birani ili imenovani, od početka oružanog ustanka 1941. godine, na oslobođenom, a kasnije i na neoslobođenom teritoriju i od osnivanja su bili klica novog društvenog sustava.
Njihovo osnivanje sukobljavalo je komuniste sa Kominternom, koja je suspendirala sve socijalne promjene dok traje rat, a na drugoj strani sa četnicima koji su u njihovom stvaranju vidjeli namjeru da se odstrani „legalni poredak" i preuzme vlast.

## Stvaranje AVNOJ-a
Antifašističko vijeće narodnog oslobođenja Jugoslavije, skraćeno AVNOJ, bila je krovna organizacija narodnooslobodilačkih komiteta, uspostavljena 26. studenog 1942. radi upravljanja slobodnim partizanskim teritorijima na području okupirane Jugoslavije.
AVNOJ je bio pod političkim vodstvom Narodnooslobodilačkog pokreta Jugoslavije. Mnogi obični borci u partizanskim redovima nisu bili komunisti, ali ih je u programu AVNOJ-a privukao federativni sustav za različite narode u Jugoslaviji.

## Odnos NOP-a i Izbjegličke vlade u Londonu
Između Josipa Broza Tita (kao predstavnika jugoslavenske narodnooslobodilačke vlade) i Ivana Šubašića (kao predstavnika jugoslavenske kraljevske vlade) potpisana su dva sporazuma:
- Viški sporazum, 17. lipnja 1944.[4] i
- Beogradski sporazum, 2. studenog 1944.[5]

Sporazumi su doveli do formiranja koalicijske vlade Demokratske federativne Jugoslavije 7. ožujka 1945. godine, koja je faktički značila potpuni politički trijumf NOP-a, odnosno KPJ. Narodnooslobodilačka vojska preimenovana je u Jugoslavensku armiju i postala legalna državna vojska.

## Istaknutiji pripadnici NOP-a
Poslije rata, svi koji su sudjelovali u nekim oblicima otpora nazivani su »učesnicima (sudionicima) NOP-a«, dok su oni koji su sudjelovali u borbama kao partizani nazivani »učesnicima (sudionicima) NOB-a« (narodnooslobodilačke borbe). Svaki sudionik NOB-a ujedno je i sudionik NOP-a, ali ne i obrnuto.
| - Metodije Andonov Čento - Mihajlo Apostolski - Spasenija Babović Cana - Vladimir Bakarić - Dušan Bogdanović - Josip Broz Tito - Vladimir Velebit - Jovan Veselinov - Josip Vidmar - Dmitar Vlahov - Strahil Gigov - Sreten Žujović - Vlada Zečević - Edvard Kardelj - Vojislav Kecmanović - Boris Kidrič - Lazar Koliševski - Ivan Milutinović | - Niko Miljanić - Vladimir Nazor - Blagoje Nešković - Mile Peruničić - Moša Pijade - Nurija Pozderac - Jaša Prodanović - Đuro Pucar - Ivan Ribar - Vladislav Ribnikar - Dušan Sernec - Jože Srebrnič - Josip Smodlaka - Petar Stambolić - Siniša Stanković - Fadil Hoxha - Avdo Humo - Rodoljub Čolaković |